# Plaza de toros Monumental de Aguascalientes
La Plaza de toros Monumental de Aguascalientes es una plaza de toros situada en el barrio de San Marcos de la ciudad de Aguascalientes, en el estado de Aguascalientes en México. En ella se celebra el serial taurino de la Feria Nacional de San Marcos.

## Descripción
Inaugurada en 1974 en un estilo sencillo y funcional y ampliada posteriormente. El aspecto actual data de la reforma de 1992 del arquitecto Ignacio Rivera Río que se inspiró en elementos de la Plaza de toros de Campo Pequeno. Cuenta con un aforo de 15 000 espectadores. Consta de cuatro torreones cuadrados, forrados de piedra cantera con cubierta a cuatro aguas. Señalar que la herrería de las caras laterales consta de elementos decorativos sobre la tauromaquia y la religión. En la fachada se encuentra el escudo de Aguascalientes. La parte exterior de la plaza cuenta con una balaustrada dividida en tres claros por columnas de cantera. En su exterior hay esculturas de figuras del toreo como Rafael Rodríguez "El Volcán de Aguascalientes" o Alfonso Ramírez "Calesero", Fermín Espinoza "Armillita" y Miguel Espinoza "Armillita".
Además de para corridas de toros se emplea para espectáculos musicales y otros eventos.

## Historia

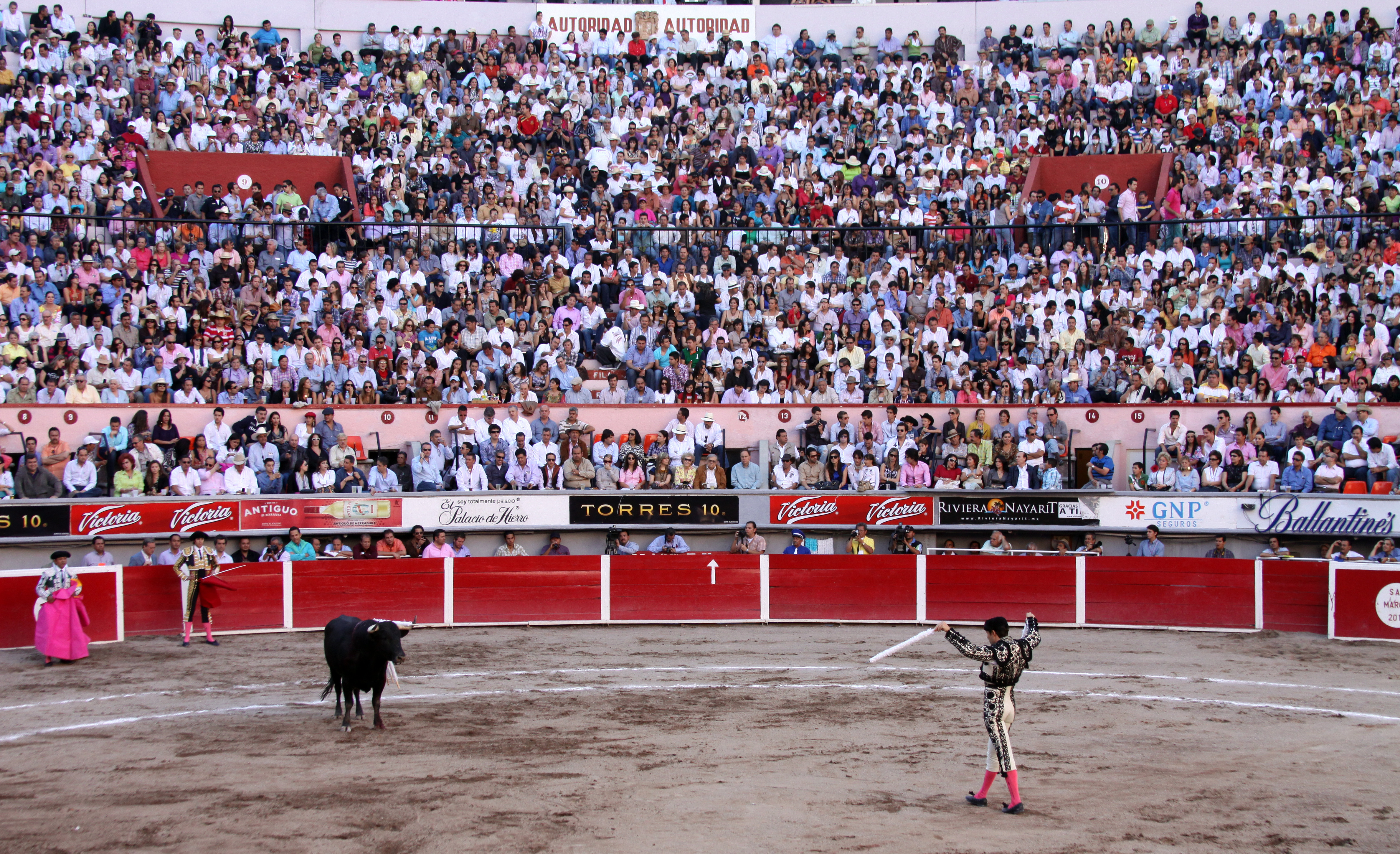
Corrida de toros durante la Feria Nacional de San Marcos (2010)

Inaugurada el 23 de noviembre de 1974 por Francisco Guel Jiménez con corrida inaugural con toros de Torrecilla, para Manolo Martínez, Eloy Cavazos y Armillita Chico, que tomó la alternativa. A partir de la primera reforma y ampliación se incrementaron el número de festejos, la categoría de las figuras del toreo presentes y el número de espectadores. Los esfuerzos fueron impulsados por Alfonso Pérez Romo, Julio Díaz Torre y Eduardo Solórzano y supusieron una gran popularidad para los festejos taurinos de la Feria Nacional de San Marcos. En los años noventa fue adquirida por el prominente empresario Alberto Bailleres, socio también de la Monumental de México y Nuevo Progreso. Fue reformada y renovada obteniendo su aspecto actual. 
Entre las faenas sobresalientes señalar los 14 toros con los que se encerró Curro Rivera en 1982 o la faenas de Nimeño II en 1987  Entre los toros célebres en Aguascalientes señalar Navegante, que en 2010 hirió de gravedad a José Tomas o los indultos de Teniente en 1978 para Manolo Martínez, Satanito en 2012 por Talavante, Amor Infinito por Saldívar en 2019 o Grandioso Ser por Leo Valadez en 2021.